# Lídia Vissariónovna Zvéreva
Lídia Vissariónovna Zvéreva rus: Ли́дия Виссарио́новна Зве́рева 1890 — 15 (2 de maig) de 1916, fou la primera dona a aconseguir la llicència d'aviadora a Rússia.

## Biografia
Era filla d'un general d'exèrcit rus, Vissarion Lébedev, que va participar en les guerres balcàniques de 1877-1878.
Es va graduar a l'escola femenina de Mariinski (segons altres fonts, es va graduar a l'Institut de Dones Nobles de Białystok). Als 17 anys, es va casar amb l'enginyer Ivan Zvérev. Dos anys més tard el seu marit mor.
El 1910 va ingressar al club de vol "Humaiun" de la localitat de Gàttxina (en aquesta escola d'aviació va estudiar amb Liubov Golàntxikova). El novembre de 1911, després de tots els exàmens finals, es va convertir en la primera dona aviadora russa (pilot amb llicència número 31). A l'escola d'aeronàutica, Zvérev va conèixer el seu futur segon espòs, un pilot-instructor de nom Vladímir Sliusarenko, amb qui el 1911-1912 van realitzar vols d'exhibició per les ciutats de Rússia.

## Fàbrica d'avions
El 1913 Vladimir i Lídia van organitzar a Riga, que era un dels centres de l'aviació russa, els seus tallers per a la reparació i construcció d'avions, i al mateix temps una petita escola de vol, en la qual ells mateixos s'entrenaven per volar.
Amb l'esclat de la Primera Guerra Mundial, Vladimir va rebre una subvenció del departament militar, i va traslladar a la seva empresa a Petrograd. Durant els següents dos anys, fins a l'1 d'agost de 1916 la planta va acceptar la fabricació de 40 avions militars, "Farman-XXII bis", 15 unitats, i "Morane-Saulnier L", 25 unitats. En aquests anys van ser fabricats vuit avions "Farman-VII" i deu avions "Farman-IV"; es van construir un parell d'unitats del "Moran-F" de 14 metres, i tenia una comanda de 20 avions "Lébed-XII".
Lídia va morir el 2 (o el 15) de maig de 1916 de tifus. Durant el funeral, el avions van fer un espectacle aeri. Les seves restes es troben al cementiri Nikolski del Monestir d'Alexandre Nevski.
La fàbrica dels cònjuges va funcionar fins a la revolució de 1917. Més tard, Vladímir va emigrar a Austràlia.

## Llegat
Un dels carrers de Gàttxina porta el nom de Lídia Vissariónovna.